# Francesco Griffo
Francesco Griffo (* 1450 in Bologna; † 1518 ebenda; auch Francesco da Bologna) war ein italienischer Schriftgießer, Stempelschneider, Schriftenentwerfer, Buchdrucker. Er begründete mit seiner ersten Antiqua eine neue Schriftklasse, die heute französische Renaissance-Antiqua (englisch: Garalde) genannt wird, und schnitt die ersten kursiven Druckschriften, die Italico, für den Einsatz im Buchdruck.

## Leben

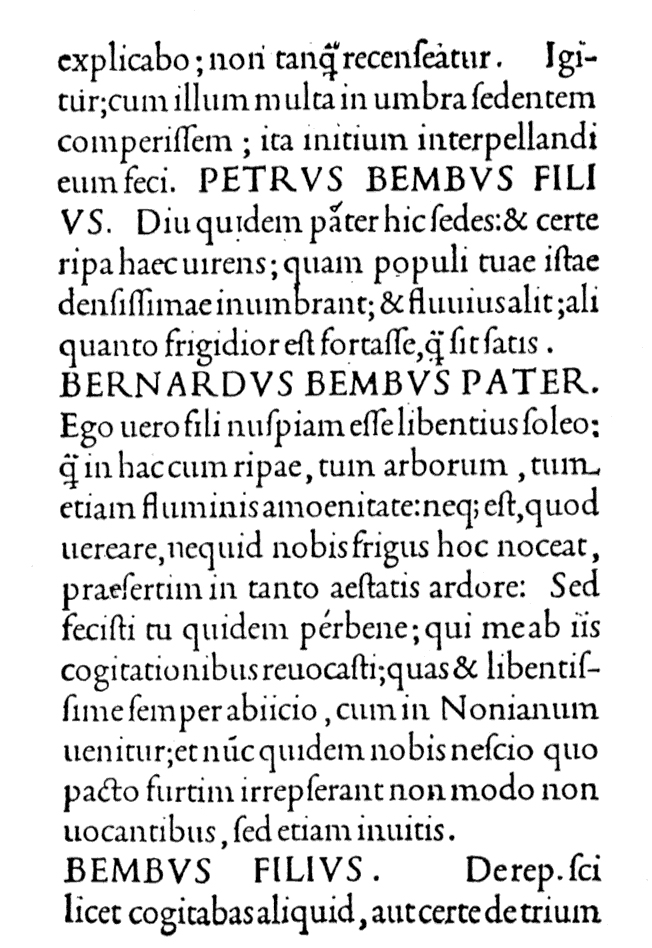
Seite der De Aetna mit Griffos De Aetna-Type (1495)

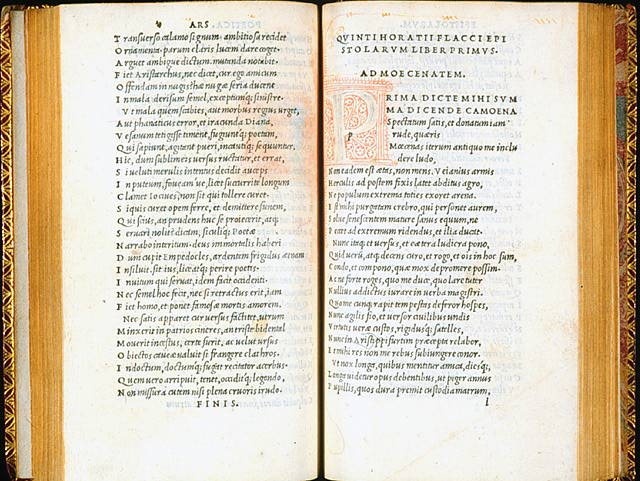
Griffos erster Kursivschnitt (1501)

Ab dem Jahr 1495 arbeitete Francesco Griffo für Aldus Manutius, für den er zunächst griechische Lettern herstellte, die mit ihren verschlungenen Linien die Handschrift griechischer Gelehrter nachahmten. Diese Schriften – obwohl sehr beliebt beim gelehrten Publikum – waren nicht sehr lesefreundlich und erschwerten den Setzern die Arbeit. 1495 erschien eine fünfbändige Aristoteles-Ausgabe bei Aldus Manutius in einer von Griffo geschnittenen griechischen Kursiven. Im Februar 1496 entwickelte Griffo zunächst für den Aufsatz De Aetna des italienischen Gelehrten und späteren Kardinals Pietro Bembo eine Antiqua-Schrift, die bald sehr populär wurde: die De Aetna-Type. 1930 wurde sie von Monotype Corporation unter dem Namen Bembo wiederveröffentlicht. Für den Roman Hypnerotomachia Poliphili (1499 herausgegeben) schuf Griffo ebenfalls eine Antiqua, die 1923 als Nachschnitt von Monotype als Poliphilus wieder aufgelegt wurde.
1501 entwickelte Griffo nach dem Muster einer päpstlichen Kanzleischrift (humanistische Kursive) einen kursiven Schriftschnitt, der die Anmutung einer Schreibschrift imitierte, jedoch nicht den Nachteil der schlechten Lesbarkeit und der schwierigen Umsetzbarkeit im Satz hatte. Verwendet wurde dieser erste Kursivschnitt in lateinischen Lettern für eine Vergil-Ausgabe, die Manutius herausbrachte. Vermutlich dürften auch kommerzielle Ziele beim Erfolg der Kursive eine Rolle gespielt haben, denn dieser schmaler laufende Schriftschnitt ermöglichte eine bessere Ausnutzung des Papierformats.
1502 schieden Griffo und Manutius im Streit. Ein Jahr später schnitt er seine zweite Kursive für eine Petrarca-Ausgabe des Druckers Gershom (Girolamo) Soncino, die 1503 in Fano in Konkurrenz zu der epochalen Ausgabe von Manutius (1501) erschien, und die in der Widmung des Druckers an Cesare Borgia die mit dem Namen von Manutius verbundene Erfindung der Kursive für Francesco Griffo reklamierte. 1516 eröffnete Griffo seine eigene Druckerei in Bologna. Seinen ersten Druck setzte er in einer weiteren, von ihm selbst geschnittenen, kursiven Schrift.
In Robin Sloans Roman Die sonderbare Buchhandlung des Mr. Penumbra erscheint die an Griffo angelehnte Gestalt des Griffo Gerritszoon, dessen Schrift Gerritszoon auf jedem Apple Mac vorinstalliert sei, was sich auf die von John Downer von der Bembo abgeleitete Schriftart Iowan Old Style bezieht, die auf Apples iBooks verwendet wird und in iOS und OS X eine Systemschrift ist.